# Molendoa sendtneriana
Molendoa sendtneriana är en bladmossart som beskrevs av Limpricht 1886. Molendoa sendtneriana ingår i släktet klyftmossor, och familjen Pottiaceae. Inga underarter finns listade i Catalogue of Life.